# مايبانك
مالايان المصرفية بيرهاد (بالإنجليزية: Malayan Banking Berhad)‏ ويسمى تجارياً مايبانك (بالإنجليزية: Maybank)‏، هو مصرف شامل ماليزي. مع «أسواق محلية» تشغيلية رئيسية في ماليزيا وسنغافورة وإندونيسيا. وفقًا لتقرير (Brand Finance) لعام 2020، فإن مايبانك هي العلامة التجارية الأكثر قيمة للبنوك في ماليزيا، ورابع أفضل علامة تجارية في الأسيان، وتحتل المرتبة 72 في العلامات التجارية المصرفية الأكثر قيمة في العالم.

## خلفية
تأسس مايبانك في 31 مايو 1960، ويقع مقره في العاصمة كوالالمبور. هو أكبر بنك في ماليزيا من حيث القيمة السوقية وإجمالي الأصول وأحد أكبر البنوك في جنوب شرق آسيا، حيث يتجاوز إجمالي الأصول 203 مليار دولار أمريكي، وصافي ربح 1.98 مليار دولار أمريكي لعام 2019.
تم تصنيف مايبانك أيضًا في المرتبة 106 في قائمة أفضل 1000 بنك عالمي لعام 2020 من ذا بنكر (اعتبارا من يوليو 2020)، واحتلّ المرتبة 349 في فوربس غلوبال 2000 للشركات الرائدة (اعتبارا من مايو 2020).
مايبانك هي أكبر شركة عامة مدرجة في بورصة ماليزيا، البورصة الماليزية، برأسمال سوقي قدره 23.7 مليار دولار أمريكي اعتبارًا من 31 ديسمبر 2019.
يعتبر مايبانك الإسلامي ذراع الخدمات المصرفية الإسلامية في مايبانك أكبر بنك إسلامي في الآسيان وماليزيا من حيث الأصول، وقد حصل على لقب أفضل بنك إسلامي عالمي لعام 2020 من قبل ذا بنكر.
تمتد شبكة مايبانك عبر جميع دول الآسيان العشر، بالإضافة إلى الدول الآسيوية الرئيسية والمراكز المالية العالمية مع شبكة من 2600 فرع مصرفي للأفراد في جميع أنحاء العالم، مع أكثر من 43000 موظف.

## التاريخ

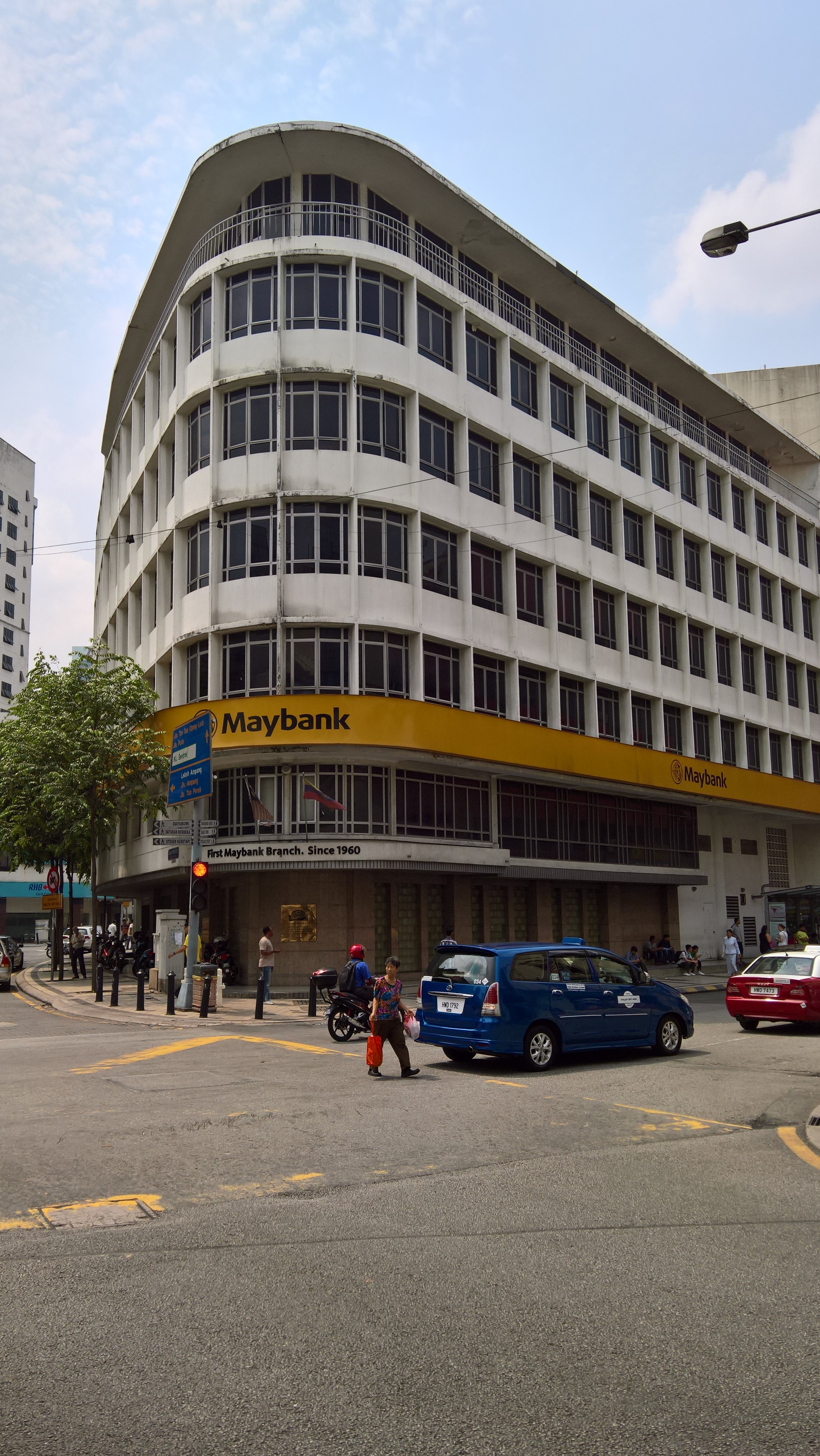
فرع مايبانك الأول. منذ عام 1960 في منطقة جالان تون إتش لي، بكوالالمبور

تأسس مايبانك على يد رجل الأعمال السنغافوري تان سري كو تيك بوات (الذي توفي عام 2004). ترأس الشركة الرئيس والمدير التنفيذي تان سري أميرشام عبد العزيز من 1994 حتى مارس 2008، وبعد ذلك تم تعيينه وزيراً في دائرة رئيس الوزراء مكلفاً بوحدة التخطيط الاقتصادي، وهو المنصب الذي شغله حتى أبريل 2009. تان سري عبد الواحد بن عمر شغل منصب الرئيس والمدير التنفيذي لمجموعة مايبانك من مايو 2008 إلى يونيو 2013. في 2 أغسطس 2013، تم تعيين داتوك عبد الفريد الاسم ألياس، نائب رئيس مايبانك، ورئيس الخدمات المصرفية العالمية، كرئيس ومدير تنفيذي لمجموعة مايبانك.

### الجدول الزمني
| السنة | الأحداث |
| ----- | --- |
| 1960  | تم تأسيس مايبانك في 31 مايو وبدأت عملياتها في كوالالمبور في 12 سبتمبر. تم تأسيس شركة مالايان المالية (لاحقًا ميبان للتمويل)، وهي أول شركة تمويل مملوكة بالكامل للبنك. افتتح أول فرع خارجي لمايبانك في بروناي دار السلام. كما تم أُفتتحت فروع في سنغافورة. |
| 1962  | أُدرجت في بورصة كوالالمبور. وافتتحت فروع هونغ كونغ ولندن. |
| 1973  | تشكيل الذراع المصرفية الاستثمارية الخاصة (Asian and Euro-American Merchant Banking (Malaysia) Berhad). |
| 1977  | تم تأسيس شركة "Mayban-Phoenix Assurance Bhd" التي تعرض مخاطر التأمين العام. تم تغيير الاسم إلى "Mayban Assurance" في عام 1986 |
| 1984  | افتتاح فرع نيويورك |
| 1990  | إنشاء استثمارات جديدة في إقليم لابوان الفيدرالي |
| 1992  | تشكيل "مايبان للأوراق المالية" |
| 1993  | في فبراير تبدأ مايبانك مشاريعها. في سبتمبر تم تأسيس "Aseam Leasing" و "Credit Bhd" لتقديم أنشطة التأجير والشراء. كذلك فُتِح مكتب تمثيلي في بكين، جمهورية الصين الشعبية                                                                                    |
| 1994  | دخلت مايبانك في مشروع مشترك مع "PT Bank Nusa Nasional (إندونيسيا)"، مما أدى إلى إدخال اسم مايبانك إلى السوق الإندونيسية. وكذلك تم افتتاح فرع في بنوم بنه، كمبوديا.                                                                                      |
| 1995  | افتتاح Maybank (PNG) Ltd. في بورت مورسبي ولاي |
| 1996  | تم افتتاح فرع هانوي ومكتب تمثيلي في مدينة هو تشي مين رسميًا. تم إطلاق Maybank Bankassurans، حيث يقدم منتجات التأمين للعملاء في فروع البنوك. |
| 1997  | الاستحواذ على حصة 60٪ في بنك PNB-Republic في الفلبين، وإعادة تسميته إلى Maybank Philippines Inc |
| 2000  | أول بنك ماليزي يفتتح فرعًا في شنغهاي، الصين. |
| 2001  | تتعاون مايبانك و"Fortis International NV" لإنشاء "Mayban Fortis Holdings Bhd" في شراكة 70:30. |
| 2002  | بدأت شركة "مايبانك تكافل البحرين" عملها، وهي أول شركة تكافل مملوكة لبنك تقليدي في ماليزيا. وأول بنك ماليزي يعمل في البحرين |
| 2005  | استحوذت على ماليزيا الوطنية للتأمين (MNI) وشركتها التابعة. |
| 2006  | استحوذت مايبانك على بطاقات أمريكان إكسبريس في ماليزيا. |
| 2007  | إطلاق إتقاء (بالإنجليزية: Etiqa)‏، الاسم التجاري الجديد لمايبانك التقليدية، وتكافل للأعمال تحت "Mayban Fortis Holdings Bhd" |
| 2008  | تأسيس شركة "Maybank Islamic Berhad" التابعة للمصرفية الإسلامية. استحوذت على حصص في بنك "An Binh" (فيتنام) وبنك إم سي بي المحدودة الباكستانية وبنك "Internasional Indonesia"                                                                             |
| 2009  | إعادة تسمية "Aseambankers" إلى "Maybank Investment". وإكمال إصدار حقوق بقيمة 6 مليارات رينجيت ماليزي - وهو الأكبر في تاريخ الشركات الماليزية. |
| 2010  | تقديم خطة إعادة استثمار الأرباح ، وهي أول شركة عامة مدرجة في ماليزيا تقوم بذلك |
| 2011  | الاستحواذ على شركة "Kim Eng Holdings Limited"، لتصبح شركة تابعة للبنك |
| 2012  | تم افتتاح أول فرع في لاوس، ليكمل تواجد المجموعة في جميع دول الآسيان العشر |
| 2015  | مغادرة بابوا غينيا الجديدة |
| 2020  | افتتاح أول فرع خارج ماليزيا لمصرف "مايبانك الإسلامي" في دبي، الإمارات. |

## الجوائز والتكريمات
مايبانك هو البنك الماليزي الوحيد وواحد من علامتين تجاريتين من ماليزيا مؤهلان للإدراج في قائمة العلامات التجارية العالمية (500 Brand Finance) المرموقة في يناير 2019. حصل مايبانك على تقييم بقيمة 4.2 مليار دولار أمريكي، بزيادة 32 ٪ عن تقييم 2018 البالغ 3.16 مليار دولار أمريكي.
أفضل منظمة ماليزية لعام 2018. تم تكريم مايبانك كأفضل منظمة ماليزية لعام 2018 من قبل مؤسسة المواهب ماليزيا بيرهاد (TalentCorp)، من خلال برنامج جوائز (Life At Work) لعام 2018.
تم الاعتراف بـمايبانك كأفضل علامة تجارية للبنك في ماليزيا للسنوات الأربع المتتالية (2014-2018)، استنادًا إلى تقرير (Brand Finance Banking 500) لعام 2018، الصادر عن شركة استشارات تقييم العلامات التجارية العالمية والاستراتيجيات المالية.

## وصلات خارجية
- الموقع الرسمي